# Magotlhwane
Magotlhwane – wieś w Botswanie w dystrykcie Southern. Według spisu ludności z 2011 roku wieś liczyła 1433 mieszkańców.